# رالف آرون
رالف آرون (بالإستونية: Ralf Aron)‏ هو سائق سباق إستوني، ولد في 21 مارس 1998.

## وصلات خارجية
- رالف آرون على موقع DriverDB.com (الإنجليزية)